# Christophe Haffner
Christophe Haffner, né le 9 février 1968 à Mérignac et mort le 2 juin 2014 à Cambrai, est un entraîneur français de volley-ball.

## Clubs
| Club                | Pays   | De        | À         |
| Cambrai Volley-Ball | France | 2000-2001 | 2009-2010 |
| Harnes Volley-Ball  | France | 2010-2011 | 2011-2012 |

## Palmarès
- Coupe de France des clubs amateurs : 2004

## Particularité
- Chose rare dans le volley-ball, il a permis au Cambrai Volley-Ball de monter de la Nationale 3 à la Ligue B (ex-Pro B) en 5 ans